# Medicago heyniana
Medicago heyniana là một loài thực vật có hoa trong họ Đậu. Loài này được Greuter miêu tả khoa học đầu tiên.

## Hình ảnh

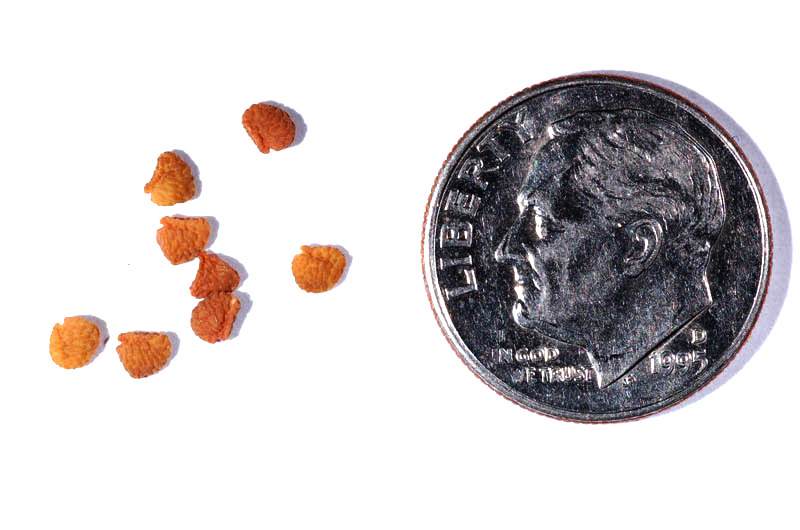